# Michel Hatchadourian
Michel Hatchadourian, né le 28 septembre 1988, est un joueur de pétanque français. 

## Biographie
Il se positionne en tireur.

## Clubs
- ?-? : ABC Draguignan (Var)
- ?-? : CASE Nice (Alpes-Maritimes)
- 2024:  La Boule Tropézienne (Var)

## Palmarès[1]

### Séniors

#### Coupe d'Europe des Clubs
Vainqueur
- 2018 : CASE Nice

#### Championnats de France
Champion de France
- Triplette 2016 (avec Romain Fournie et Ludovic Montoro)[2] : ABC Draguignan
- Tête à tête 2019[3] : CASE Nice

#### Coupe de France des clubs
Vainqueur
- 2018 : CASE Nice[4]

#### Masters de pétanque
Vainqueur
- 2018 (avec Ludovic Montoro, Maison Durk et Jean-Michel Puccinelli) : Equipe Montoro[5]